# Banderolieren

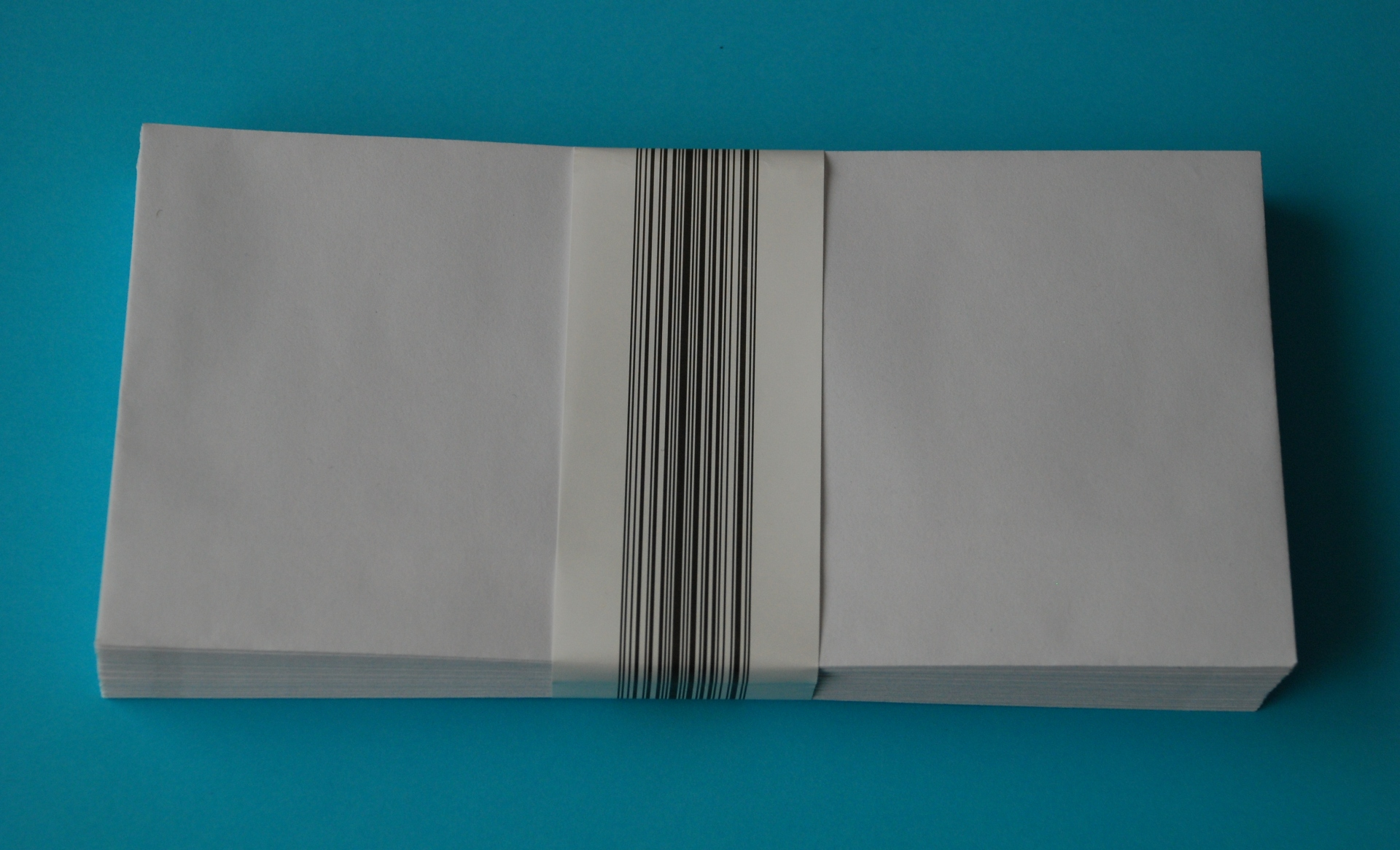
Banderolierte Briefumschläge

Banderolieren ist ein Vorgang der Verpackungstechnik, bei dem Gegenstände (Produkte) gleicher oder verschiedener Art mit einer Banderole (einem Band) aus Papier oder Kunststoffmaterialien (beispielsweise Polypropylen- und Polyethylen-Folien) zu einer Einheit zusammengefasst (gebündelt) werden. Beispiele für Produkte sind Kleider und Wäsche, Druckerzeugnisse, Multipacks im Food- und Non-Food-Bereich, Obst und Gemüse oder Kartonverpackungen oder Wellpappe. Das Bündeln ist unter anderem aus Transportgründen sinnvoll.
Die zu verpackenden Produkte werden dabei von einer Banderoliermaschine (auch Bandiermaschine) mit einem Band umschlossen, dass entweder durch Hitze oder Ultraschall zusammengefügt (verschweißt) wird und aus Papier oder Plastik besteht. Die Vorteile der Ultraschallmethode sind unter anderem der geringe Energieverbrauch und die nicht vorhandenen Geruchs- und Wärmeemissionen.

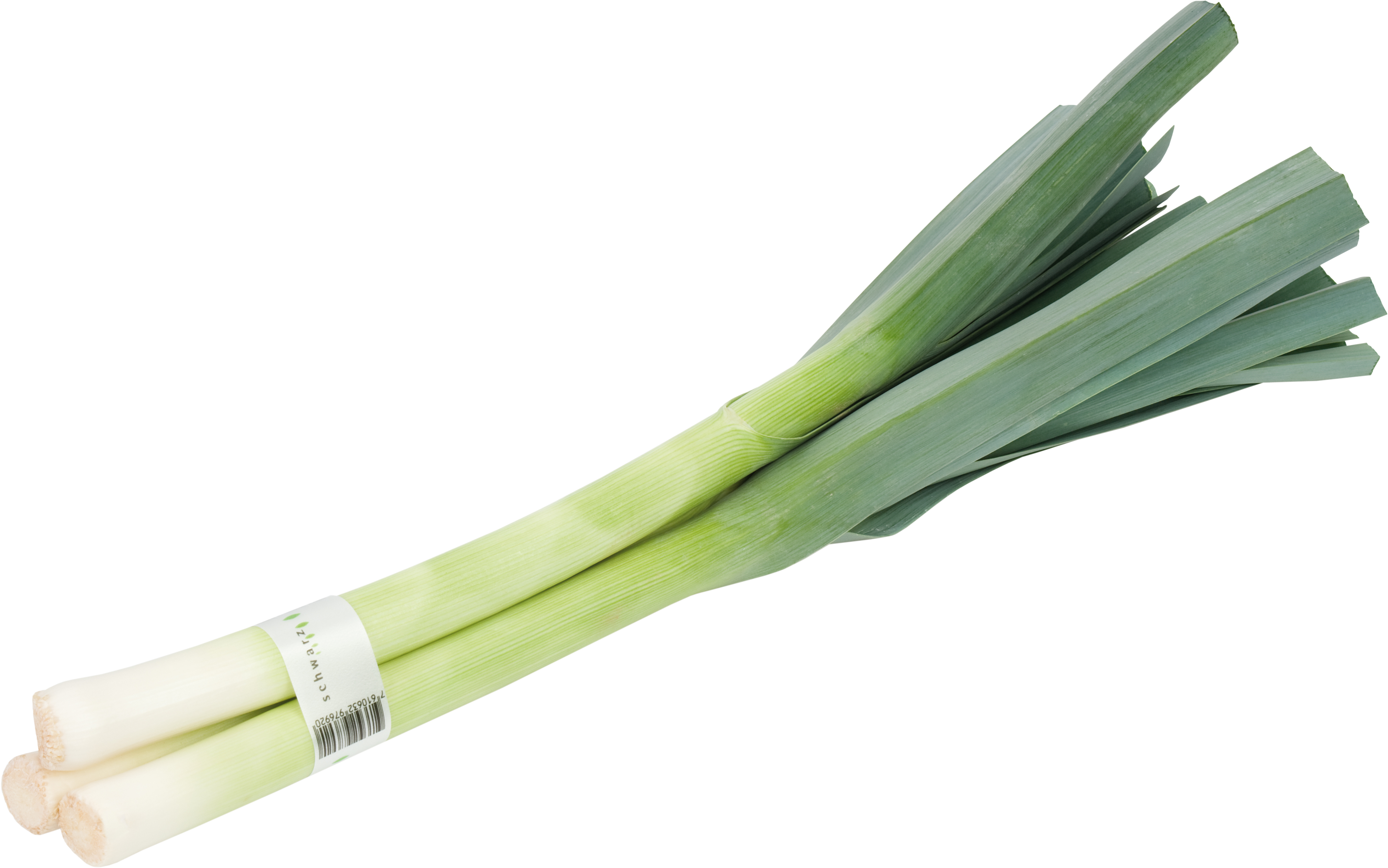

Die Banderolen können mit Produktinformationen, Mengen- oder Preisangaben, Strich- oder QR-Codes und Ähnlichem bedruckt sein.